# 小毛姜花
小毛姜花（学名：Hedychium villosum var. tenuiflorum）为姜科姜花属下的一个变种。假茎高约1米～2米，花冠白色。生长于石山上。分布地区包括中国云南南部、印度等地。